# 문천교 (공주시)
문천교(文川橋)는 대한민국의 충청남도 공주시 정안면 문천리를 연결하는 정안천의 다리이다. 지방도 제604호선(정안마곡사로) 일부 구간이기도 하다.